# The Besnard Lakes Are the Dark Horse

The Besnard Lakes Are the Dark Horse (parfois abrégé par ...Are the Dark Horse) est le deuxième album du groupe The Besnard Lakes. Il fut lancé sur le label indépendant Jagjaguwar le 20 février 2007.
L'album a été réalisé et produit par le couple à la tête des Besnard Lakes, Jace Lacek et Olga Goreas. Des membres de The Dears, Silver Mt. Zion, Stars et Godspeed You! Black Emperor se sont aussi joints aux séances d'enregistrement, à Montréal.
Le 10 juillet 2007, The Besnard Lakes Are the Dark Horse a été nommé pour le Prix Polaris, où un artiste canadien se verra remettre la somme de 20 000 dollars.

## Liste des titres
1. Disaster (Olga Goreas, Jace Lasek, Nicole Lizée) – 5:42
2. For Agent 13 (Goreas, Lasek) – 5:12
3. And You Lied to Me (Goreas, Lasek) – 7:20
4. Devastation (Goreas, Lasek) – 5:50
5. Because Tonight (Goreas, Lasek, Lizée) – 7:11
6. Rides the Rails (Goreas, Lasek, Lizée) – 4:56
7. On Bedford and Grand (Goreas, Lasek) – 5:06
8. Cedric's War (Goreas, Lasek) – 4:05